# 越野
越野（こしの）は、東京都八王子市の地名。住居表示未実施区域。郵便番号は192-0361（八王子南郵便局管区）。

## 地理
八王子市南部にあたり、多摩ニュータウンの一部を構成する地域。北・東は堀之内、南は松木、西は下柚木と接する。野猿街道沿いを中心に商業・住宅施設が発達している。

### 河川
- 大栗川

### 地価
住宅地の地価は、2014年（平成26年）1月1日の公示地価によれば、越野26番13の地点で15万1000円/m2となっている。

## 歴史
もとは南多摩郡由木村大字越野にあたる。1964年（昭和39年）の由木村の合併で八王子市の一部となり、多摩ニュータウンの事業の一つである由木土地区画整理事業終了に伴い隣接する下柚木・松木・堀之内と区域変更を行った。

## 地名

### 小字
- 下根（しもね）
- 中村（なかむら）
- 吹上（ふきあげ）

### 字
越野では1875年（明治8年）の地租改正に合わせて字が再編された際、「一号」～「六号」という数字が割り振られただけの名称に変更された。各字の範囲（番地）は以下の通り。
- 一号：1～118番地
- 二号：119～231番地
- 三号：232～366番地
- 四号：367～558番地
- 五号：559～715番地
- 六号：716～781番地

### 耕地
越耕地（こしごうち）
- 越野の耕地は決して広くはなく、ほとんど大栗川沿いにまとまって存在していたため、その場所を「越耕地」と呼んだ。

### その他の地名
豊田、川田、前田、中田、新田、川久保、川沼、天水通り、稲荷前、間門、石畑、西畑、打越など

## 世帯数と人口
2017年（平成29年）12月31日現在の世帯数と人口は以下の通りである。
| 町丁 | 世帯数    | 人口    |
| ---- | --------- | ------- |
| 越野 | 1,653世帯 | 3,895人 |

## 小・中学校の学区
市立小・中学校に通う場合、学区は以下の通りとなる。
| 番地                  | 小学校                   | 中学校                   | 通学許可校           |
| --------------------- | ------------------------ | ------------------------ | -------------------- |
| 32〜38番地 41〜45番地 | 八王子市立秋葉台小学校   | 八王子市立由木中央中学校 | 八王子市立由木中学校 |
| 39〜40番地            | 八王子市立秋葉台小学校   | 八王子市立由木中学校     |                      |
| その他                | 八王子市立由木中央小学校 | 八王子市立由木中学校     |                      |

## 交通

### 鉄道
地内に鉄道は通過していない。南部を流れる大栗川の対岸に京王相模原線が通過しており、京王堀之内駅が利用可能。

### 道路
- 東京都道20号府中相模原線（野猿街道）

## 施設

### 町内会館
- 越野会館

### 公園
- 越野吹上公園
- 越野下根公園

### 寺社
- 玉泉寺：真言宗。1383年（永徳3年）、法印賢海が創建したといわれる。
- 日枝神社：かつての越野村の鎮守。以前は山王社と称した。境内には幹回り388cmというスダジイの巨木がそびえる。

他にかつては普願寺、導儀寺という寺があったものの明治初年廃寺となった。

### 橋梁
- 大竹橋：大栗川に架かる。